# L'Invincible Armada
Pour les articles homonymes, voir Armada.
Pour plus de détails, voir Fiche technique et Distribution.
L'Invincible Armada (Fire Over England) est un film britannique de William K. Howard sorti en 1937. Adapté d'un roman de A.E.W. Mason, cette œuvre réunit pour la première fois à l'écran le couple Laurence Olivier et Vivien Leigh, resté célèbre dans l'histoire du cinéma britannique. L'acteur James Mason, y joue un petit rôle pourtant non négligeable dans la trame du film.
Le titre fait référence à l'Invincible Armada, en 1588.

## Synopsis
Sous le règne d'Élisabeth Ire, les Britanniques annihilent la flotte espagnole.

## Fiche technique
- Titre : L'Invincible Armada
- Titre original : Fire Over England
- Réalisateur : William K. Howard
- Scénaristes : A.E.W. Mason (roman), Clemence Dane et Sergei Nolbandov
- Photographie : James Wong Howe, assisté de Wilkie Cooper (cadreur)
- Montage : Jack Dennis
- Musique : Richard Addinsell
- Décors : Lazare Meerson
- Costumes : René Hubert
- Producteurs : Erich Pommer et Alexander Korda pour la
- Société de production : London Film Productions
- Pays d'origine :  Royaume-Uni
- Format : Noir et blanc — 35 mm — 1,37:1 — Son : Mono (Western Electric Wide Range Noiseless Recording)
- Genre : Film d'aventure, Film historique
- Durée : 92 minutes
- Dates de sortie :
  - États-Unis : 8 janvier 1937 (première à Los Angeles)
  - États-Unis : 5 mars 1937 (sortie nationale)
  - Royaume-Uni : 25 février 1937

## Distribution
- Flora Robson : Reine Élisabeth Ire d'Angleterre
- Raymond Massey : Philippe II d'Espagne
- Leslie Banks : 'Robin', le comte de Leicester
- Laurence Olivier : Michael Ingolby
- Vivien Leigh : Cynthia
- Morton Selten : Lord Burleigh
- Tamara Desni : Elena
- Lyn Harding : Sir Richard Ingolby
- George Thirlwell : M. Lawrence Gregory
- Henry Oscar : L'ambassadeur espagnol
- Robert Rendel : Don Miguel
- Robert Newton : Don Pedro
- Donald Calthrop : Don Escobal
- Charles Carson : Amiral Valdez
- Francis De Wolff : Sir James Tarleton
- James Mason: Hillary Vane.